# Mile Budak
Mile Budak (Sveti Rok, 30 augustus 1889 — Zagreb, 7 juni 1945) was een Kroatisch politicus, dichter en advocaat die lid was van de Ustašabeweging. Hij werd na afloop van de Tweede Wereldoorlog door het communistische regime van Joegoslavië ter dood veroordeeld voor oorlogsmisdaden.

## Rol in de genocide
Budak studeerde rechten en was daarna als minder geslaagd dichter actief. In 1934 werd hij door leden van de pro-Joegoslavische groep Jong Joegoslavië ernstig mishandeld waaraan hij blijvend letsel overhield. Daarna vertrok hij naar het buitenland en sloot zich aan bij de extreemnationalistische/fascistoïde Ustašabeweging.
Budak werd na de Duitse inval in Joegoslavië (april 1941), minister van Cultuur, Religie, Educatie en Religieuze Groeperingen en tevens Doglavnik, plaatsvervanger. Hij was een trouw volgeling van de Poglavnik ('Leider') van de NDH (De Onafhankelijke Kroatische Staat), Ante Pavelić.
Direct na de machtsovername gaf hij de aanzet voor de antisemitische campagne, gericht tegen de Serviërs, Joden, zigeuners en andere minderheidsgroepen. Deze kwamen dikwijls terecht in de verschrikkelijke concentratiekampen, die zeker niet onderdeden voor de Duitse concentratiekampen. In zijn ogen moest een derde van de Serviërs worden uitgeroeid, een derde moet worden uitgewezen en een derde moet worden bekeerd tot het katholicisme. Volgens zijn 'ideologische beschouwingen' waren de in Joegoslavië wonende moslims verwant aan de Kroaten (weliswaar in zijn ogen 'geloofsverzakers') en daarom broeders in de strijd tegen de Serven.
Later werd hij minister van Buitenlandse Zaken. In die functie maakte hij onder andere een reis naar het Vaticaan. Budak was een van de weinige Ustasa's, die de Joegoslaven na de oorlog konden gevangennemen. Hij werd in juni 1945 geëxecuteerd.
- Bibliothèque nationale de France: cb12106224m (data)
- Gemeinsame Normdatei: 118968815
- International Standard Name Identifier: 0000 0001 1079 7808
- Library of Congress Control Number: nr90020343
- Nationale Bibliotheek van Tsjechië: js20020805651
- Nederlandse Thesaurus van Auteursnamen: 101461143
- Système universitaire de documentation: 029433827
- Virtual International Authority File: 102378512
- WorldCat: E39PBJvHbjXvkdkYVP8RFVvWDq